# Мшанецький Петро
Мшанецький Петро (?-? після 1922) — політичний діяч, член Української Центральної Ради.

## Життєпис

Українська делегація на переговорах з поляками у Львові 31 липня 1919 року.
Сидять зліва направо: Роман Гузар, Петро Левчук, Петро Ліпко, Семен Магаляс, Петро Мшанецький;
стоять зліва направо: 2-й — Василь Руцький, 4-й — Остап Луцький.

Працював вчителем гімназії в Золотоноші. З початком Української революції 1917—1921 рр. на Полтавському губернському українському з'їзді 21 травня 1917 року обраний до складу Української Центральної Ради.
За Гетьманату — співробітник Міністерства освіти Української Держави, у 1919–1920 рр. — політичний радник Української Дипломатичної Місії в Польщі.
Входив до делегації УНР під час кількох переговорних місій з поляками. Єдиний із наддніпрянців відмовився підтримати Декларація дипломатичної місії УНР 1919 про встановлення західного кордону УНР по річці Збруч і відмові від території ЗУНР. В знак протесту вибув зі складу місії.
1922 р. зорганізував у Фастівській трудовій школі «Полуботківську громаду».